# Serra de la Corrodella
La serra de la Corrodella(Carrodilla en castellà) està situada entre les comarques del Somontano de Barbastre i la Llitera, des de la ribera del Cinca, el congost d'Olvena (riu Éssera) i la serra d'Estada, l'extrem occidental al riu Guart, la part oriental. Arriba a 1.108 metres d'altitud.
La Sosa (riu) neix a la Llitera, a la serra. Està format per la unió de la Sosa de Peralta i la Sosa de Sanui.

## Pobles
- Calassanç (Osca), poble situat al sud de la Corrodella.
- Castilló del Pla, de l'antic municipi de Pilzà (actualment Benavarri), al peu de la serra, a 762 metres d'altitud.[6]
- Llavassui, del municipi de Peralta i Calassanç, està situat als vessants meridionals de la serra.[7]
- Peralta de la Sal[8] és a la part alta de Llitera, al sud de la serra.

## Llocs d'interés
- Santuari de la Corrodella el qual dona nom a la serra.[1]